# Huta Wysowska
Huta Wysowska est une localité polonaise de la voïvodie de Petite-Pologne et du powiat de Gorlice.